# Новоальметьєво
Новоальме́тьєво (рос. Новоальметьево, башк. Яңы Әлмәт) — присілок у складі Бакалинського району Башкортостану, Росія. Входить до складу Кілеєвської сільської ради.
Населення — 135 осіб (2010; 174 у 2002).
Національний склад:
- татари — 95 %